# Мутурганов, Карим Муратович
Карим Муратович Мутурганов (14 марта 1953; Астраханская область, РСФСР, СССР) — советский и казахстанский артист цирка, режиссёр, клоун, фокусник (член Московского Клуба Фокусников), создатель, художественный руководитель и продюсер группы «Мутурганчики».

## Биография
Карим Муратович Мутурганов родился 14 марта 1953 года в с-зе «Северный» Астраханской области.

В 1970 году окончил среднюю школу и поступил в оперную студию при Алматинском театре оперы и балета им. Абая.

1971 г. поступил в Республиканскую студию эстрадно-циркового искусства г. Алма-Аты.
В 1972 году выступил в цирковом спектакле на открытии Алматинского Государственного цирка в качестве клоуна.

В 1976 году поступил в ГУЦЭИ им. Карандаша г. Москвы на отделение клоунады, по окончании которого получил диплом артиста эстрады и цирка.
В 1981 году был зачислен в штат Всесоюзного объединения «Союзгосцирк» артистом-клоуном.

С 1983 по 1988 год учился в Государственном институте театрального искусства им. Луначарского г. Москвы и получил диплом режиссёра драматического театра (специализация — цирк).

Преддипломная работа — парад-пролог, посвященный Дню Победы, постановка новогоднего спектакля в Алматинском цирке «Следы ведут к Джину» для казахского циркового коллектива.

В 2009 году, в паре с Нургуль Нугмановой, принял участие в проекте «Екі Жұлдыз».

## Семья
Карим Муратович женат.

Они с женой Дианой имеют сына Мурата и дочь Кариму.

Мурат и Карима вместе с папой выступают в группе «Мутурганчики».

## Фестивали, достижения
- Серебряная медаль на международном фестивале артистов цирка. Италия.(1990)
- Открытие Международного песенного фестиваля «Азия даусы». Казахстан.(1990)
- «Бронзовый клоун» на международном фестивале в Салерно. Италия. (1991)
- «Серебряный клоун» на международном фестивале в Сицилии. Италия. (1994)
- Серебряный приз и приз зрительских симпатий Рижского фестиваля. Латвия.(1995)
- Приз зрительской симпатии на фестивале циркового искусства в Норчепинге. Швеция. (1995)
- Приз за оригинальное исполнение на Санкт-Петербургском фестивале. Россия (1999)
- Призы от компании «Peugeot» и муниципалитета г. Монте-Карло на международном фестивале. Монако. (2001)
- Диплом мэра г. Москвы Ю.Лужкова за участие в 1-м международном Московском фестивале циркового искусства (2002)

## Награды
- 2024 (23 мая) — Указом президента РК награжден орденом «Курмет» — за заслуги перед государством и большой личный вклад в развитие циркового искусства.;
- 2020 — Медаль «25 лет Конституции Республики Казахстан»;
- 2019 — Благодарность Президента Республики Казахстан — за большой личный вклад в развитие отечественного циркового искусства.;
- 2011 — Медаль «20 лет независимости Республики Казахстан»;